# Вортингтон (Мисури)
Вортингтон (енгл. Worthington) град је у америчкој савезној држави Мисури.

## Демографија
По попису из 2010. године број становника је 81, што је 8 (-9,0%) становника мање него 2000. године.
| Група             | 2000.       | 2010.       |
| Белци             | 89 (100,0%) | 81 (100,0%) |
| Афроамериканци    | 0 (0,0%)    | 0 (0,0%)    |
| Азијати           | 0 (0,0%)    | 0 (0,0%)    |
| Хиспаноамериканци | 0 (0,0%)    | 0 (0,0%)    |
| Укупно            | 89          | 81          |